# Cucina ungherese

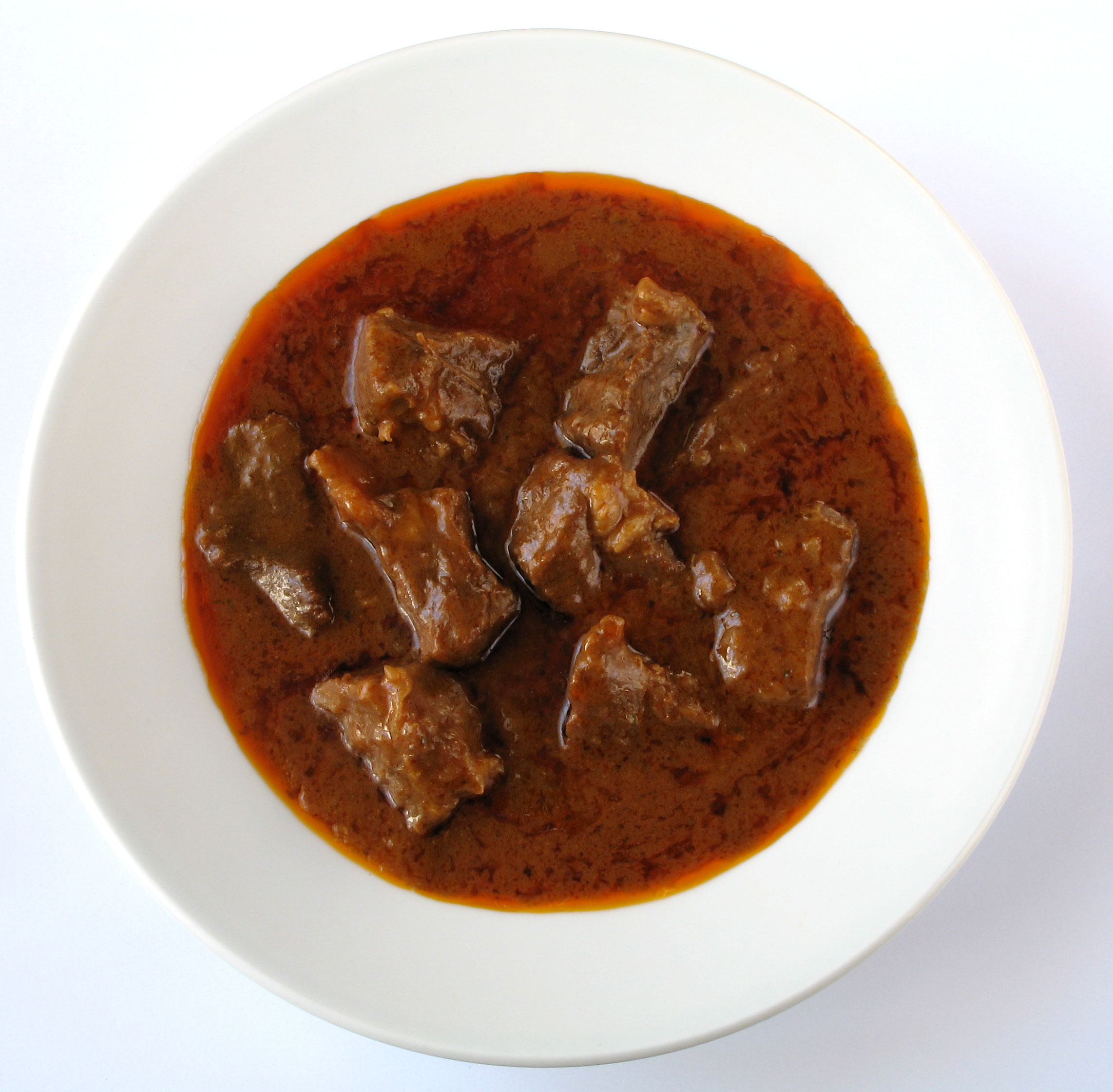
Il gulyás.

La cucina ungherese è l'espressione dell'arte culinaria sviluppata in Ungheria, influenzata dal gruppo etnico prevalente: il magiaro.
La tradizione culinaria ha subìto l'influenza ottomana, dovuta al dominio dei turchi, oltre che delle nazioni confinanti.
Le caratteristiche salienti dell'enogastronomia magiara sono i sapori intensi, ottenuti grazie all'abbondante uso di spezie, quali pepe e paprica e la frequente presenza della carne di vitello, maiale o volatile (pollo, anatra od oca). Tali ingredienti si ritrovano ad esempio nelle diverse varietà di gulasch e di pörkölt, due degli alimenti più rappresentativi della cucina ungherese.. Numerosi piatti magiari, sia salati che dolci, richiedono la presenza di un farinaceo, come confermano ad esempio i nokedli, gnocchetti spesso adottati come contorno per i piatti a base di carne e le crespelle, alla base di alimenti quali l'Hortobágyi palacsinta e le Gundel palacsinta.

## Piatti tipici

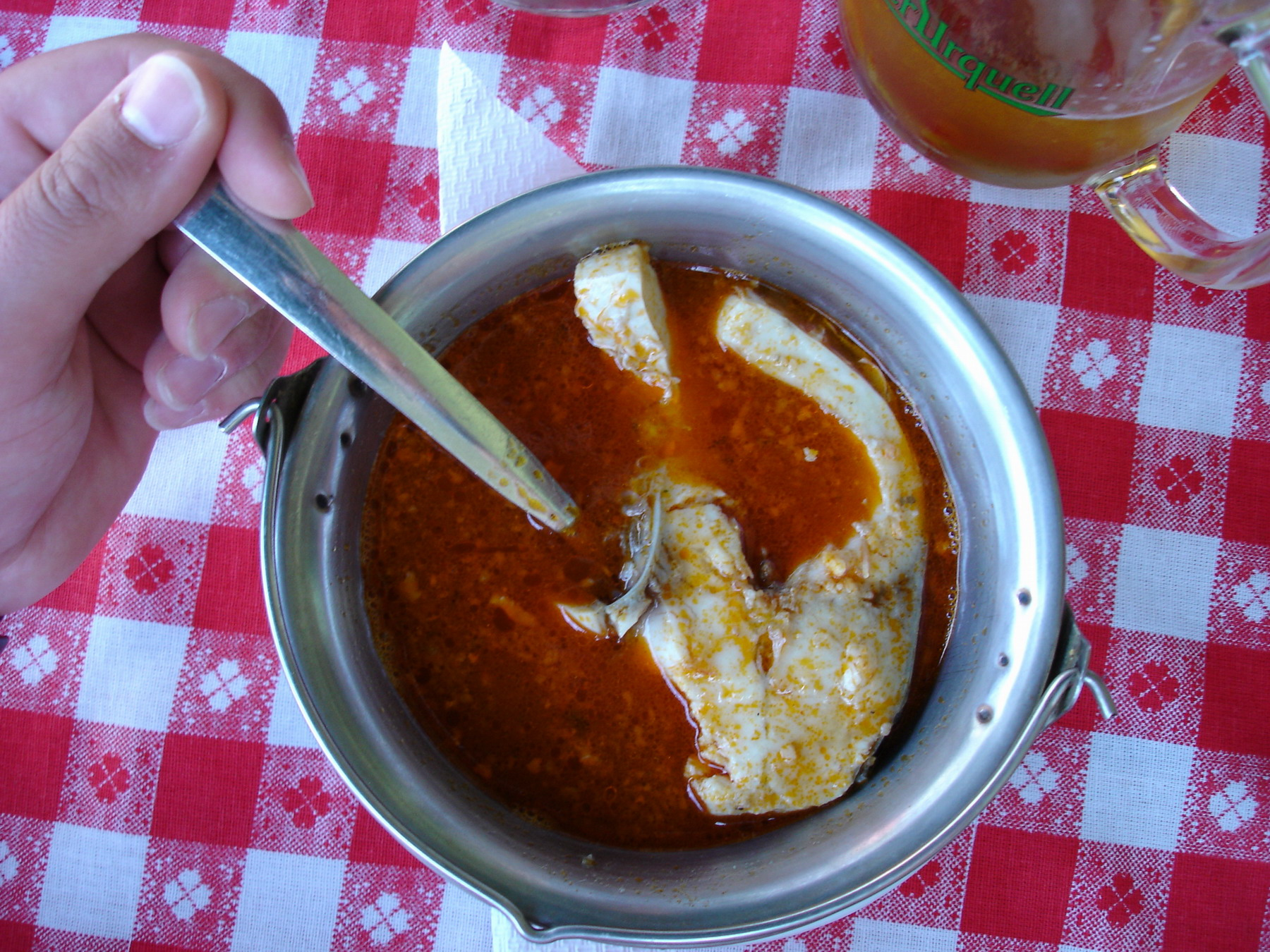
Halászlé

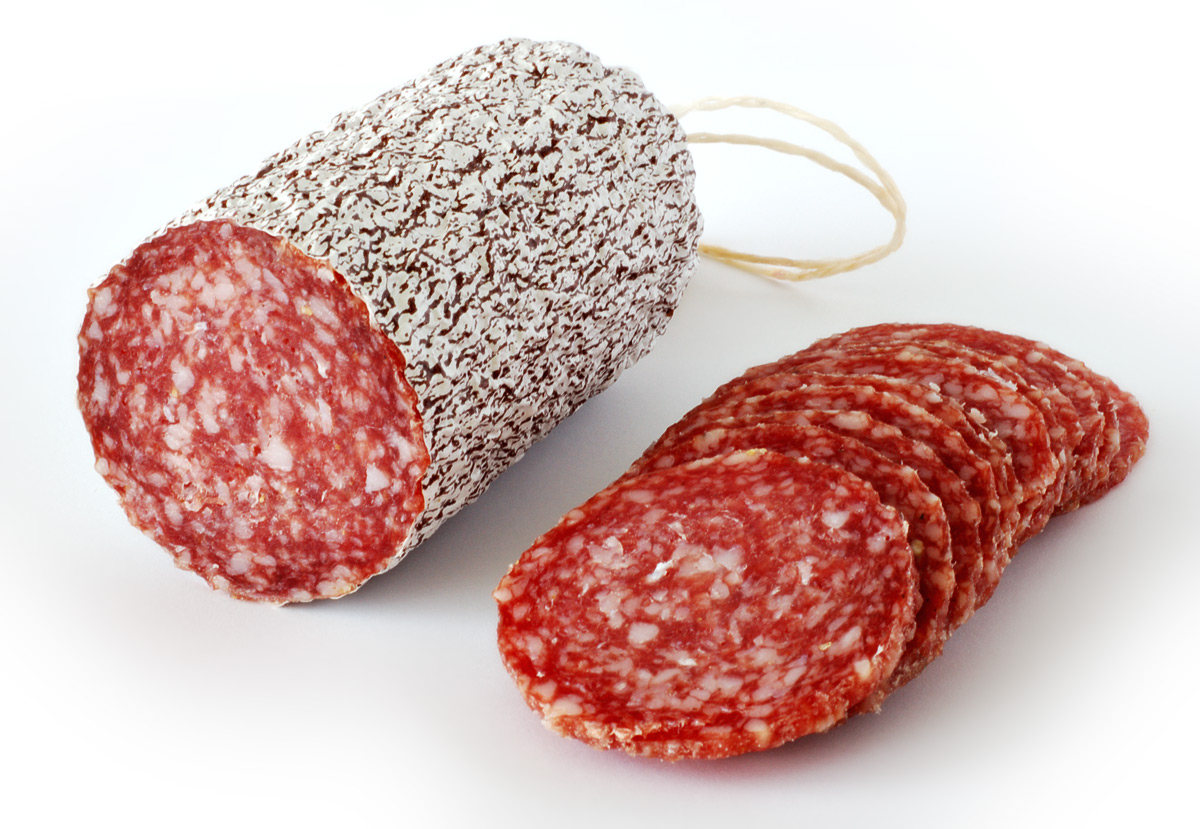
Salame ungherese

### Gulasch
Il piatto della cucina ungherese più famoso in assoluto è senza dubbio il gulasch (In ungherese  gulyás, o più precisamente Gulyás-leves, ovvero zuppa del mandriano): una minestra densa, preparata con cipolla e paprica, a cui sono aggiunti cubetti di carne, patate e carote. Il nome deriva dal fatto che, per secoli, fu cucinata soltanto dai mandriani che la preparavano in un gran paiolo (bogrács) messo su un fuoco di legna all'aperto.

### Pörkölt
Il pörkölt è uno spezzatino a base di paprica, cumino e cipolla, spesso insaporito con la panna acida e un contorno che può trattarsi di pasta o nokedli.

### Nokedli
I nokedli sono un tipo di gnocchi di farina raffinata di grano tenero, uova, acqua o latte. Solitamente usati come contorno per zuppe e spezzatini, vengono invece considerati un piatto unico quando vengono conditi con l'uovo e serviti con la lattuga.

### Altri piatti tipici
Vengono qui riprodotti i nomi e una breve descrizioni dei piatti più famosi della cucina ungherese:
- halászlé (una zuppa a base di pesce);
- toltottkáposzta (cavoli farciti con riso e carne);[2]
- Pollo alla paprica;
- Lángos
- gombapaprikás (funghi alla paprica);
- székelygulyás (spezzatino di maiale con panna acida, paprica e crauti);
- ambassador módracosto (costola di maiale prefritta nel burro e arrotolata in una salsa di prosciutto e formaggio, infine impanata e/o fritta);
- galuska (tipici gnocchetti ungheresi);
- Hortobágyi húsos palacsinta (crespelle ripiene di carne tritata);
- Újházi tyúkhúsleves (brodo di gallina con piselli, funghi, capelli d'angelo).

Un altro alimento tipico ungherese molto famoso è il salame ungherese (szalámi), composto da un terzo di carne magra di suino, un terzo di grasso, (sempre di suino), e la parte restante da carne magra di bovino. La lavorazione include sale, pepe macinato, paprica, aglio pestato e macerato nel vino bianco.
Una salsa molto consumata dagli ungheresi è la "Erős Pista”, a base di paprika rossa piccante.

### Dolci

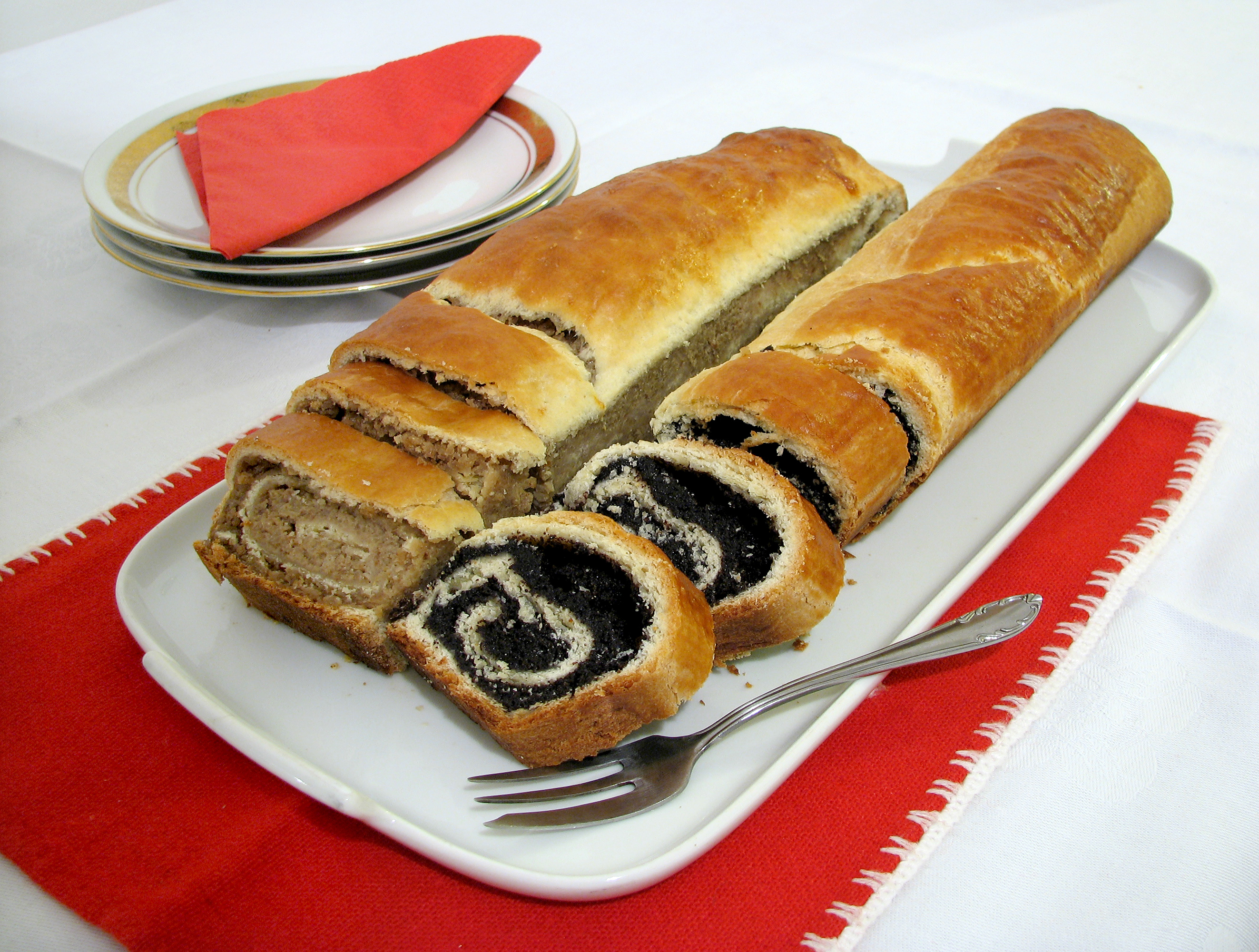
Bejgli

Tra i dolci vi sono il tradizionale Bejgli, preparato principalmente per le feste natalizie e pasquali, la torta Dobos (in lingua ungherese dobos torta), la palacinta, il rigojanci, il Kürtőskalács (sfoglia cilindrica) il somlói galuska, con cioccolato, pan di Spagna e uvetta e il simile arany galuska.

## Alcolici
Il paese è un noto produttore di vini e tra i più conosciuti spicca il Tokaj, prodotto nella regione del Tokaj-Hegyalja.
Altri alcolici tipici ungheresi sono la Pálinka, un distillato locale di frutta (solitamente le materie prime usate per prepararle sono le albicocche, le prugne, le pere e le mele, ma si può realizzare usando anche frutta da bacca) e lo Spritz, a base di vino e acqua di Seltz.

## Marchio di tutela
- L'Hajdúsági torma (DOP) designa le radici delle varietà di rafano coltivate nella contea di Hajdú-Bihar.